# Conca Mutus - Vlacq
La conca Mutus - Vlacq és una estructura d'impacte en la cara visible de la Lluna. Va ser descoberta pel geòleg estatunidenc Donald Wilhelms el 1979. Està situat a 51° S, 21° E i forma una anella de 690 km. La majoria de conques antigues són profundes, però segons l'altimetria de làser de la sonda Clementine, la conca del Mutus-Vlacq només és de 1 a 1,5 km de profunditat.
No és una denominació oficial de la Unió Astronòmica Internacional, encara que és un terme comunament utilitzat en textos selenogràfics per referenciar altres elements menors.